# The Freak

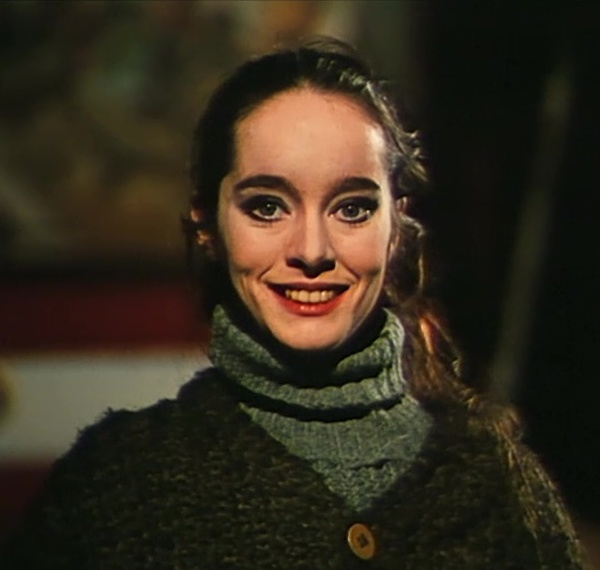
Victoria Chaplin

The Freak é um filme de comédia dramática incompleto de Charles Chaplin.
O projeto começou a ser feito em 1969, com sua filha Victoria Chaplin de início como a protagonista. Mas como sua filha acabou ficando muito velha para o papel que Chaplin tinha em mente e que ela logo começou a se envolver com os seus projetos de casamento, o filme acabou sendo deixado de lado. Chaplin sempre afirmou que queria pôr este projeto adiante e que desejaria um dia voltar a fazê-lo.
A história iria se enfocar em uma menina da América do Sul (que seria feita por Victoria) que, inesperadamente, acaba ganhando um par de asas. Ela chega a ser sequestrada por capangas e levada a Londres, onde os bandidos poderiam ganhar dinheiro em cima dela, por ela poder ser um anjo de verdade. A garota acaba escapando deles, mas mesmo assim ela seria desumanizada e maltratada.
Algum arquivo sobre a produção deste filme até hoje é considerado como perdido, exceto uma cena (em cores) de Victoria Chaplin com o figurino do personagem correndo no quintal da casa deles e além disso, uma foto sua em preto e branco.

## Curiosidades
- A música do filme iria se chamar "You Are The Song". Chaplin tinha feito especialmente para a sua mulher, Oona O'Neill.
- O par de asas que seria o figurino da personagem principal do filme era o mesmo que Chaplin tinha usado em The Kid (1921).